# Chéri
Chéri – brytyjsko-francusko-niemiecki film romantyczny z 2009 roku w reżyserii Stephena Frearsa, powstały na podstawie powieści Sidonie-Gabrielle Colette. Wyprodukowana przez wytwórnię UK Film Council.
Premiera filmu odbyła się 10 lutego 2009 podczas 59. Międzynarodowego Festiwalu Filmowego w Berlinie. W Polsce film odbył się 25 czerwca 2010. Zdjęcia do filmu zrealizowano w Biarritz i Paryżu we Francji oraz w Kolonii i Hürth w Niemczech, a okres zdjęciowy trwał od 14 kwietnia do 3 sierpnia 2008.

## Opis fabuły
Akcja filmu rozgrywa się w Paryżu na początku XX wieku. Léa de Lonval (Michelle Pfeiffer) jest kurtyzaną. Pewnego dnia poznaje młodego bon vivanta Chériego (Rupert Friend), który okazuje się synem jej największej rywalki. Mimo dużej różnicy wieku wybucha między nimi namiętny romans. Z czasem Léa uświadamia sobie, że młodzieniec jest miłością jej życia. Na drodze ich szczęściu staje jednak matka Chériego, która chce, aby ożenił się z inną kobietą.

## Obsada
Źródło: Filmweb
- Michelle Pfeiffer jako Léa de Lonval
- Kathy Bates jako Madame Peloux
- Rupert Friend jako Chéri
- Felicity Jones jako Edmee
- Frances Tomelty jako Rose
- Harriet Walter jako La Loupiote
- Iben Hjejle jako Marie Laure
- Jason Thornton jako Oswald
- Gaye Brown jako Lilli
- Joe Sheridan jako Marcel